# Combat Mission: Barbarossa to Berlin
Combat Mission: Barbarossa to Berlin (рус. Линия фронта: Барбаросса) — компьютерная игра в жанре стратегия, посвящённая боевым действиям во время Великой Отечественной войны и созданная американской компанией Battlefront в 2005 году. Игра является частью серии Combat Mission. Локализована в России студией Snowball Studios и компанией 1С-СофтКлаб.

## Описание
Для своего времени игра отличалась высоким уровнем графики. Каждый юнит был проработан до мелочей. При относительно низких системных требованиях игра получила широкое распространение.
Игра делится на кампании и сценарии. Всего игра включает 20 кампаний и 146 отдельных сценариев. Присутствует редактор сценариев, и при его изучении возможно создавать собственные сценарии и кампании.
Большое количество исторически достоверных моделей вооружений войск СССР, Германии, Венгрии, Италии, Румынии, Польши, Финляндии. Большинство событий в игре имеют полную либо частичную историческую привязку, однако это не влияет на процесс игры. Присутствует смена дня и ночи, погодные эффекты, что делает игру более реалистичной.

## Сюжет
22 июня 1941 года германские армии устремились на Киев, Ленинград и Москву, реализуя план под кодовым названием «Барбаросса». Через четыре года советские гвардейцы поднимут Красное знамя над Рейхстагом. Между этими событиями — десятки сражений и сотни ожесточённых боев.
Игроку даётся возможность принять участие во всех значимых операциях Великой Отечественной, пройти через четыре года войны в качестве командира батальона и узнать, насколько тяжело было немцам под Сталинградом, как ломалась линия Маннергейма и какова цена жизни обычного пехотинца.

## Минимальные системные требования
- Microsoft® Windows® 98SE/ХР
- процессор Pentium® III 800 МГц
- 128 МБ оперативной памяти
- видеокарта, совместимая с DirectX® 9 с 16 Мб памяти
- 1,3 ГБ свободного места на жестком диске
- звуковое устройство 16 бит, совместимое с DirectX® 9
- 4-скоростное устройство для чтения компакт-дисков
- DirectX® 9.0c

## Отзывы
| Сводный рейтинг | Сводный рейтинг |
| Агрегатор       | Оценка          |
| --------------- | --------------- |
| GameRankings    | 87,18 %         |

Игра заняла третье место в номинации «Лучшая тактика/wargame» (2002) журнала «Игромания».